# Marcelo Novais Teles

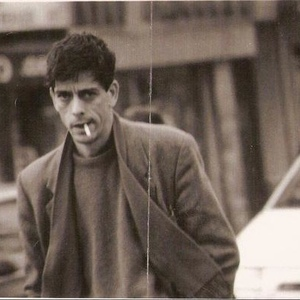
Marcelo dans les rues de Paris 1995

Marcelo Novais Teles est un artiste né le 6 mai 1960 à Manhuaçú, dans l’État du Minas-Gerais au Brésil.

## Biographie
En 1974, il part vivre à Curitiba. Tout en suivant des études en architecture d’intérieur, il fait du théâtre amateur, puis devient acteur professionnel au Théâtre Guaíra jusqu’en 1981. À la fin de cette même année, il part pour Paris. Il apprend seul le français et, après un stage au Théâtre du Soleil, il crée, avec Olivier Broche, une compagnie de théâtre qu’il dirige pendant quatre ans. En 1985, il est recalé au concours de l’I.D.H.E.C., mais rencontre à cette occasion Mathieu Amalric, avec qui il commence à faire des films en Super-8 et en 16mm. Désormais, il se dédie entièrement au cinéma. Il découvre l’œuvre de Jean Rouch qui va fortement influencer ses futures réalisations.  Comédien, scénariste, monteur, il réalise et produit ses films, courts, moyens et longs-métrages. Parallèlement, il fait le comédien pour Bertrand Bonello, entre autres. Sa collaboration permanente à la conception et écriture des films de Mathieu Amalric lui a notamment valu d’être nommé pour le César du meilleur scénario original pour Tournée. Ses films sont sélectionnés dans de nombreux festivals internationaux et plusieurs d’entre eux ont été programmés durant l’été 2015 par la Maison Européenne de la Photographie dans le cycle Regards Brésiliens. 
En 2017, Marcelo Novais Teles réalise L'Exilé présenté au FID, à Cerbère, à Blois, à Cuba, à Téhéran, à New York, à Lussas, et diffusé dans « La Lucarne » d’Arte. Dans ce long-métrage, un journal filmé pendant plus de 15 ans, l’on croise des figures du cinéma d’auteur français, tel Mathieu Amalric, Olivier Broche, ou encore Jeanne Balibar.

## Filmographie

### Comme scénariste
- 2003 : La Chose publique de Mathieu Amalric
- 2010 : Tournée de Mathieu Amalric
- 2012 : Reflets en poudre de Gabriel Rizzo
- 2024 : Disco Afrika : une histoire malgache de Luck Razanajaona

### Comme réalisateur
- 2000 : A casa onde nasci (La Maison où je suis né)
- 2002 : À quoi rêvent les paresseux ? (court métrage)
- 2004 : Jour de deuil (court métrage)
- 2005 : Un petit bol d'air (court métrage)
- 2007 : L'Entre deux (court métrage)
- 2007 : Ilha do mel (long métrage)
- 2007 : Une année fleurissante (court métrage)
- 2008 : Pas de stress à Speluncatu (moyen métrage)
- 2009 : Graines d'amour (court métrage)
- 2010 : Salades du moment (court métrage)
- 2012 : Vive les mariés (court métrage)
- 2015 : O túmulo da velha (Le tombeau de la vieille)
- 2016 : Lua de mel em Cracóvia (Lune de miel à Cracovie)
- 2017 : Tourne manège (court métrage)
- 2017 : 2017 n'aura pas lieu (court métrage)
- 2017 : L'Exilé (long métrage documentaire)[1]
- 2018 : Papa, raconte-moi mon père, co-réalisé avec Hung chun Chen
- 2024 : Bas-Belleville (court-métrage avec Olivier Saladin, Olivier Broche, Cécile Bouillot...)

### Comme acteur
- 1993 : Les Yeux au plafond (court-métrage) de Mathieu Amalric
- 1999 : Trois ponts sur la rivière  de Jean-Claude Biette — Luis
- 2001 : Le Pornographe de Bertrand Bonello
- 2003 : Tiresia de Bertrand Bonello
- 2008 : De la guerre de Bertrand Bonello
- 2011 : L'Apollonide : Souvenirs de la maison close de Bertrand Bonello — un client
- 2012 : Reflets en poudre de Gabriel Rizzo
- 2014 : Saint Laurent de Bertrand Bonello –